# Niemcy bałtyccy

Flaga Niemców bałtyckich

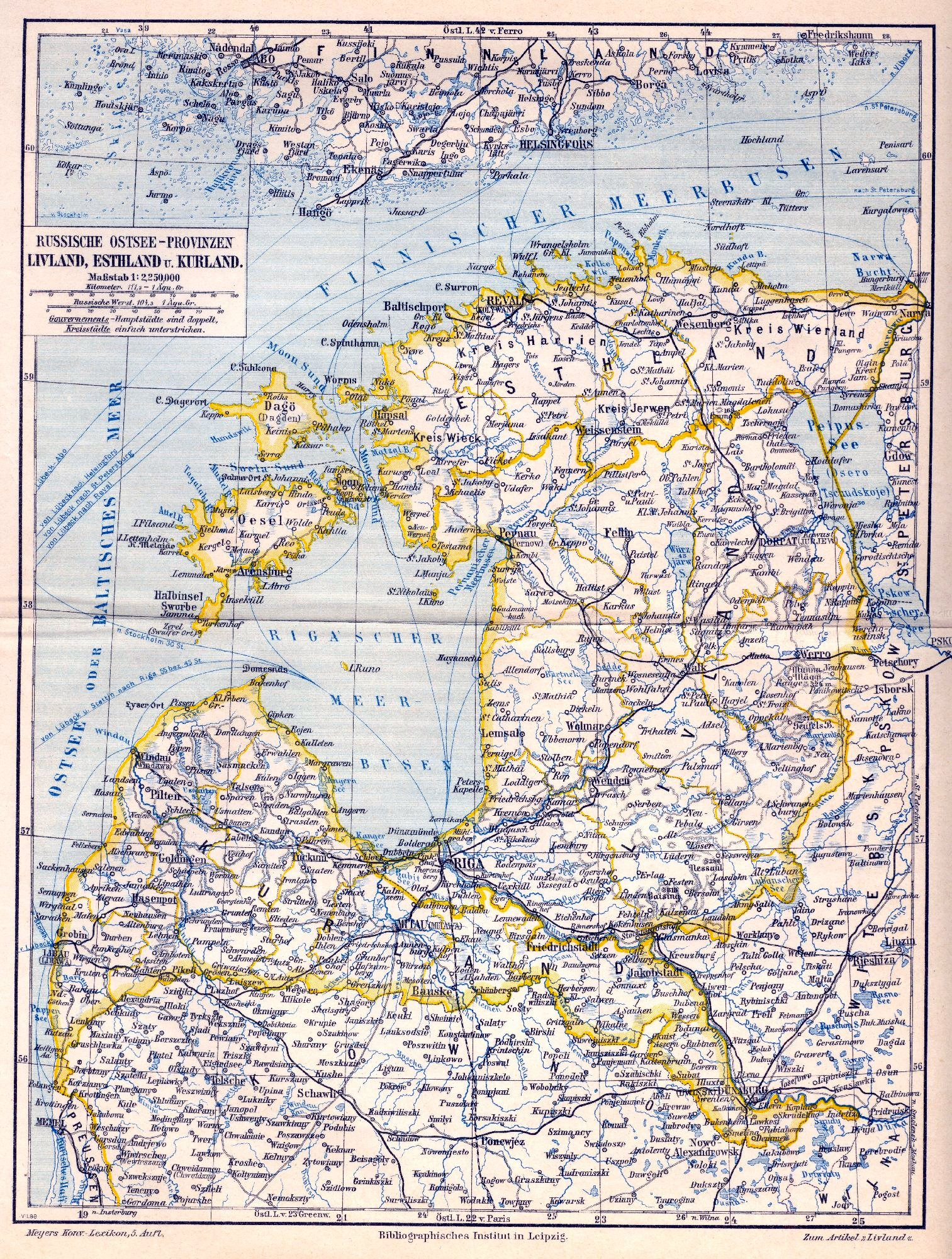
Mapa rosyjskich prowincji nadbałtyckich z XIX wieku z niemieckimi nazwami geograficznymi

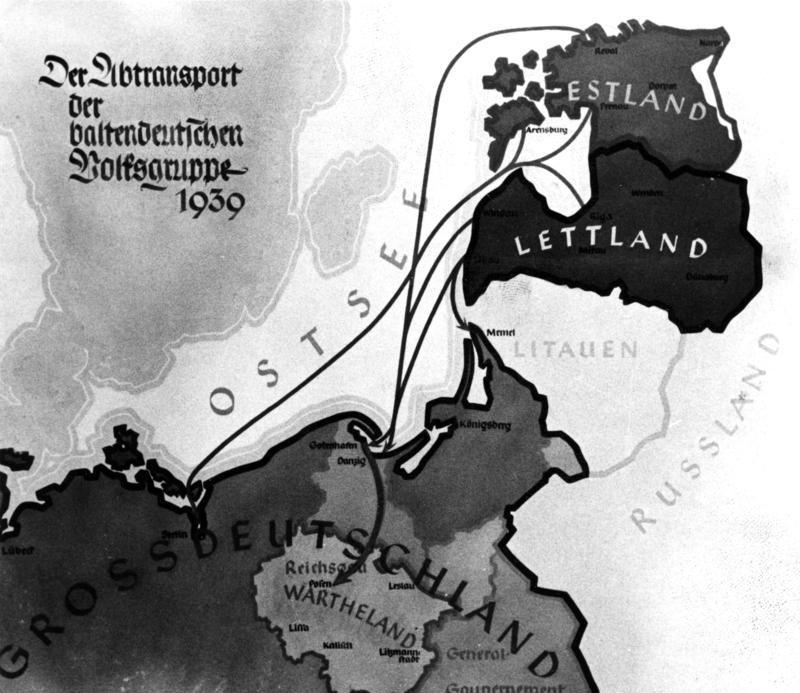
Przesiedlenia Niemców bałtyckich na tereny III Rzeszy i okupowanej Polski w 1939

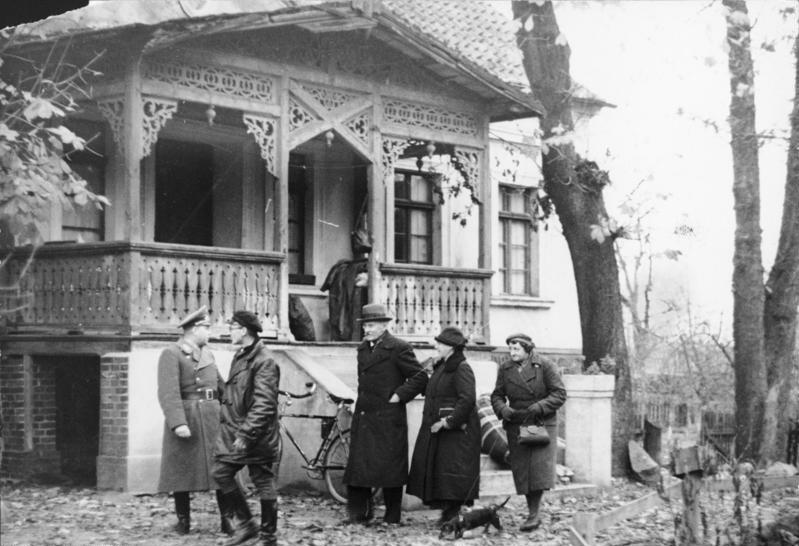
Przesiedleni Niemcy bałtyccy otrzymują nowe domy w "Kraju Warty" po wysiedlonych Polakach.

Niemcy bałtyccy (niem. Deutsch-Balten lub Baltendeutsche) – mniejszość narodowa zamieszkała w Inflantach, głównie w Estonii i na Łotwie, niemal w całości wysiedlona do Niemiec w połowie XX wieku.
Niemcy bałtyccy zamieszkiwali głównie w ośrodkach miejskich (np. Tallinn, Ryga), na wsi byli najczęściej właścicielami ziemskimi. Niemcy bałtyccy byli potomkami osadników rycerskich oraz ludności miejskiej, napływającej do państwa Zakonu Inflanckiego w średniowieczu. Po sekularyzacji państwa zakonnego w Inflantach, Niemcy bałtyccy powołali Księstwo Kurlandii i Semigalii, w którym rządzili i byli członkami warstw uprzywilejowanych. W okresie przynależności Inflant do Imperium Rosyjskiego z Niemców bałtyckich - wciąż utrzymujących żywe kontakty z rdzennymi Niemcami - rekrutowała się znacząca część rosyjskiego aparatu administracyjnego i korpusu oficerskiego armii rosyjskiej.

## Niemcy bałtyccy w czasie II wojny światowej
Po zawarciu niemiecko-radzieckiego paktu o nieagresji (Pakt Ribbentrop-Mołotow) pomiędzy ZSRR a III Rzeszą, w którym ustalono, że kraje bałtyckie (Estonia, Łotwa) i Finlandia staną się strefą wpływów i przyszłym terytorium ZSRR, jesienią 1939 r. ok. 70 tysięcy Niemców bałtyckich otrzymało zaproszenie z nazistowskich Niemiec do opuszczenia ojczyzny i osiedlenia się w Kraju Warty i Gdańsku-Prusach Zachodnich, skąd przymusowo wysiedlono Polaków.
Pod koniec wojny większość pozostałych w krajach bałtyckich Niemców uciekła przed Armią Czerwoną. Władze radzieckie już po zakończeniu działań wojennych wysiedliły kilkuset Niemców z Estonii.

## Teraźniejszość
Obecnie w krajach bałtyckich pozostało bardzo niewielu Niemców – w Estonii spis z 2000 wykazał 1870 osób, dla których język niemiecki był ojczystym, na Łotwie (w 2004 roku) 3311 osób. Kilka tysięcy etnicznych Niemców żyje także na Litwie. W niektórych opracowaniach do Niemców bałtyckich zalicza się mieszkańców Wschodnich Prus.